# Càmera rèflex d'objectius bessons

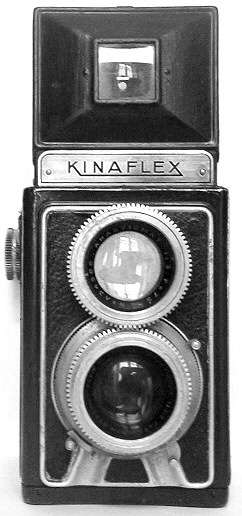
Frontal d'una càmera reflex de doble objectiu Kinaflex. Els anells d'enfocament de les dues lents s'acoblen amb els engranatges del voltant de la seva circumferència, en aquest disseny simple.

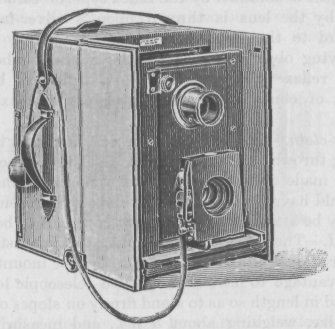
Esquema d'una Càmera rèflex d'objectius bessons de principis del segle XX

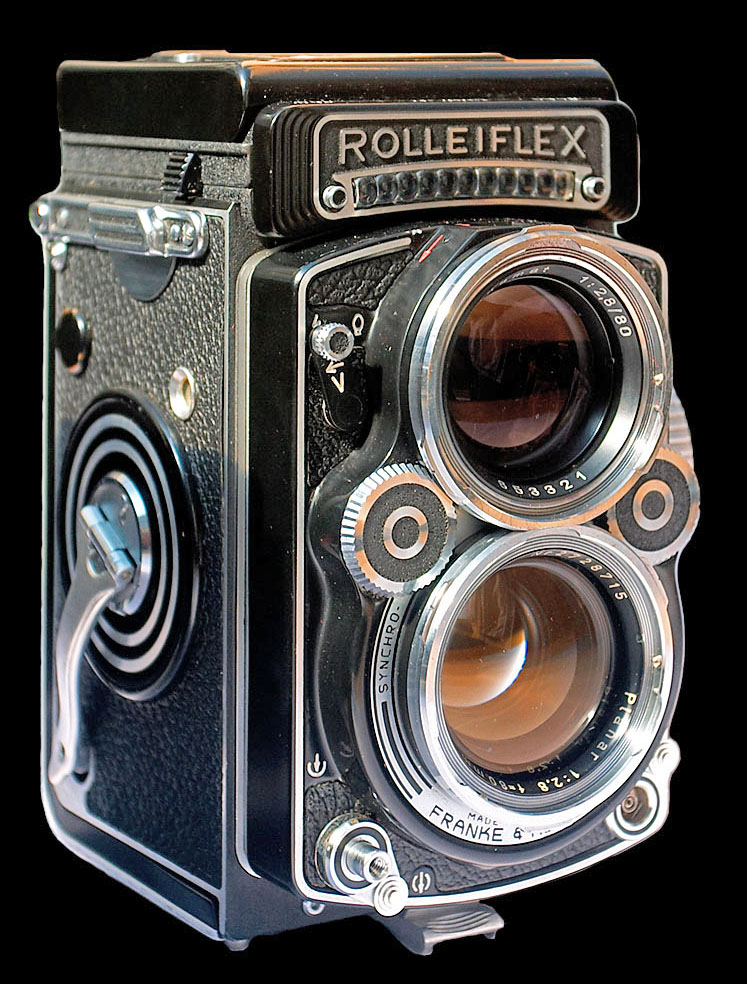
La clàssica Rolleiflex TLR

Les  càmeres rèflex d'objectius bessons  normalment conegudes com a  TLR  (de l'anglès  Twin lens reflex ). Quan es té un objectiu TLR, la càmera disposa de dos objectius bessons pel que fa a distància focal, encara que el superior no té diafragma ni obturador. La missió d'aquest objectiu és únicament oferir una imatge al visor idèntica a la del negatiu.
La imatge per al visor es forma sobre un vidre horitzontal situat a la part superior de la càmera, de manera que la postura idònia que ha d'adquirir el fotògraf és situar-se-la a l'alçada de la cintura i mirar des de dalt.

## Història
Les càmeres de doble lent van sorgir per primera vegada al voltant de 1870, a causa del descobriment de que el fet de tenir una segona lent acompanyant a l'encarregada de fer la fotografia permetia enfocar sense haver de canviar constantment el vidre opac per la placa, cosa que provoca que el temps requerit per prendre la imatge sigui menor.
La càmera de doble lent va suposar, d'aquesta manera, una revolució. Utilitzar un mirall reflector perquè el fotògraf, a través d'un visor, observés allò que estava captant l'objectiu també permetia que la càmera fos molt més estable. És clar, aquest mecanisme també s'utilitzaba a les càmeres d'un sol objectiu, però aquestes causaben més problemes, ja que el mirall s'havia d'apartar del pla focal per permetre l'entrada de llum a la placa. Quan es va aconseguir automatitzar aquest procés, el moviment del mirall podia causar un lleuger desplaçament de la càmera, la qual cosa provoca una sensació de difuminat a la imatge. El model de la companyia londinenca "Carlton", de 1885, va ser la primera TLR destinada a la distribució comercial.
El pas més gran per la comercialització de les TLR ve venir amb el model Rolleicord i, al 1929, amb Rolleiflex, ambdues desenvolupades per la companyia Franke & Heidecke a Alemanya. El model Rolleiflex va ser massivament copiat i la majoria de TLRs del mercat tenen com a referència el seu disseny.
Avui dia, les càmeres de doble lent segueixen sent fabricades a Alemanya per l'empresa DHW Fototechnik, successors de Franke & Heidecke.

## Avantatges
Els avantatges, respecte altres tipus de càmeres, son:
- Major precisió en l'enfocament i en menor mesura en l'enquadrament davant les càmeres de visor estàndard i major flexibilitat a l'hora d'utilitzar diferents objectius.
- Permet seguir veient el subjecte de la presa mentre l'obturat està obert, cosa que amb una Càmera reflex d'un objectiu no és possible (especialment útil en exposicions prolongades).
- Menor soroll al disparar, ja que no requereixen moure el mirall de les SLR, únicament requereixen un mecanisme obturador, el qual és del tipus central.
- Són més econòmiques donat que són més simples (fet que evita possibles fallades o errors tècnics).
- Molt menys sorolloses que les SRL, l'única font de soroll és l'obertura i tancament al prémer el disparador.
- Permet l'ús de filtres fotogràfics molt foscos.
- Preferible a l'hora de fer retrats, ja que facilita la composició de la imatge, recordem que no és necessari mantenir la càmera a l'alçada de l'ull. També preferible per a fotografies de dansa per la rapidesa de la presa de la imatge respecte el disparador (no es produeix shutter lag, aquell efecte en el que la imatge es dispara després d'haver premut el disparador).
- Durant la presa d'imatges d'exposició llarga, el visor continua obert i permet veure allò que es fotografia. Això, a més a més, permet crear efectes de transparència i il·luminació.
- El flaix es correspon acuradament amb la durada de la obturació.

## Inconvenients
Els inconvenients són:
- Aquest tipus de visors rèflex no aconsegueixen eliminar l'error de paral·laxi perquè encara que els dos objectius es munten molt propers, sempre hi ha una distància física entre ambdós.
- Les càmeres, en incorporar dos objectius, són més grans i pesades i el preu s'incrementa considerablement.
- La imatge del visor no és molt lluminosa. Moltes vegades és necessari evitar que s'hi reflecteixi la llum per veure-la bé. Per això, la càmera porta una mena de caputxó metàl·lic plegable que quan es desplega protegeix al visor de la llum incident (és una imitació a petita escala dels draps negres dels fotògrafs antics).
- No podem preveure la profunditat de camp donat que la lent del visor no té diafragma (amb excepció de les Rolleiflex, les Mamiya 105 D i 105 DS)
- Limitació de la velocitat d'obturació entre 1/100 i 1/500.
- Les imatges s'inverteixen d'esquerra a dreta, fet que pot dificultar l'emmarcament de la imatge. es pot solucionar, però, utilitzant un joc de miralls.
- És dificultós utilitzar filtres a la lent. Tot i això, si que és possible intercanviar lents.

## Format de pel·lícules
Les càmeres rèflex d'objectius bessons admeten els següents formats de pel·lícula:
- 120 (6x6)
- 127
- 35mm
- Pel·lícula instantànea
- Sub-miniatures